# Jeffrey Lichtman
Jeffrey Harris Lichtman (nacido el 5 de junio de 1965) es un abogado de defensa criminal con sede en Nueva York.

## Primeros años y educación
Jeffrey Lichtman nació el 5 de junio de 1965 en Newark, Nueva Jersey, Estados Unidos. Creció en Clark, Nueva Jersey. Asistió a la Universidad de Emory por su licenciatura y se graduó en 1987. Luego fue a la Escuela de Derecho de la Universidad de Duke y se graduó en 1990. Abrió su propio bufete de abogados en 1999.

## Carrera
Las oficinas legales de Lichtman están en el centro de Manhattan. Representó a John Gotti Jr. y logró obtener un despido de tres cargos de conspiración de asesinato, una absolución por un cargo de fraude de valores de $25 millones y un jurado colgado en cada cargo restante presentado en su contra. Además de John Gotti Jr., algunos de sus clientes incluyen a los raperos The Game y Fat Joe.
De 2011 a 2013, Lichtman organizó un programa de radio en AM 970 The Answer durante el tiempo de conducción.
En 2017, fue contratado por el narcotraficante mexicano Joaquín "El Chapo" Guzmán para que lo represente en el juicio que enfrenta actualmente en los Estados Unidos.
En 2019, Lichtman fue acusado de tener un romance con una mujer clienta de él.